# Marguerite de Waldeck-Wildungen
Pour les articles homonymes, voir Waldeck-Wildungen.
 (novembre 2024).
La mise en forme du texte ne suit pas les recommandations de Wikipédia : il faut le « wikifier ».
Les points d'amélioration suivants sont les cas les plus fréquents. Le détail des points à revoir est peut-être précisé sur la page de discussion.
- Les titres sont pré-formatés par le logiciel. Ils ne sont ni en capitales, ni en gras.
- Le texte ne doit pas être écrit en capitales (les noms de famille non plus), ni en gras, ni en italique, ni en « petit »…
- Le gras n'est utilisé que pour surligner le titre de l'article dans l'introduction, une seule fois.
- L'italique est rarement utilisé : mots en langue étrangère, titres d'œuvres, noms de bateaux, etc.
- Les citations ne sont pas en italique mais en corps de texte normal. Elles sont entourées par des guillemets français : « et ».
- Les listes à puces sont à éviter, des paragraphes rédigés étant largement préférés. Les tableaux sont à réserver à la présentation de données structurées (résultats, etc.).
- Les appels de note de bas de page (petits chiffres en exposant, introduits par l'outil «  Source ») sont à placer entre la fin de phrase et le point final[comme ça].
- Les liens internes (vers d'autres articles de Wikipédia) sont à choisir avec parcimonie. Créez des liens vers des articles approfondissant le sujet. Les termes génériques sans rapport avec le sujet sont à éviter, ainsi que les répétitions de liens vers un même terme.
- Les liens externes sont à placer uniquement dans une section « Liens externes », à la fin de l'article. Ces liens sont à choisir avec parcimonie suivant les règles définies. Si un lien sert de source à l'article, son insertion dans le texte est à faire par les notes de bas de page.
- La présentation des références doit suivre les conventions bibliographiques. Il est recommandé d'utiliser les modèles {{Ouvrage}}, {{Chapitre}}, {{Article}}, {{Lien web}} et/ou {{Bibliographie}}. Le mode d'édition visuel peut mettre en forme automatiquement les références.
- Insérer une infobox (cadre d'informations à droite) n'est pas obligatoire pour parachever la mise en page.

Pour une aide détaillée, merci de consulter Aide:Wikification.
Si vous pensez que ces points ont été résolus, vous pouvez retirer ce bandeau et améliorer la mise en forme d'un autre article.
Ne doit pas être confondu avec Magdalene of Waldeck-Wildungen.
Marguerite de Waldeck (1533-15 mars 1554) était la fille de Philippe IV, comte de Waldeck-Wildungen (1493-1574) et de sa première épouse, Marguerite Cirksena (1500-1537), fille d'Edzard Ier, comte de Frise orientale. Un auteur a émis l’hypothèse dans les années 1990 que la vie de Margaretha avait influencé le conte de fées de Blanche-Neige. On dit qu'elle est enterrée à Bruxelles, où se trouve aujourd'hui la place de la Bourse et le musée Bruxella 1238. Une attraction y est proposée en 2024 pour raconter sa supposée histoire. 

## Sa vie
Selon les documents de la ville de Bad Wildungen, elle était célèbre pour sa beauté. Depuis 1539, elle avait une belle-mère très stricte, Katharina von Hatzfeldt (1510–1546) et peut-être, peu de temps après, Margaretha fut élevée à Weilburg à la cour de Philippe III, comte de Nassau-Weilburg.
En 1545, elle traversa les Siebengebirge (« sept collines ») pour vivre avec le frère de sa mère, Johann Cirksena (1506-1572), au château de Fauquemont, dans l'actuel Limbourg, aux Pays-Bas. En 1549, son père l'envoya à la cour bruxelloise de Marie de Hongrie, gouverneure des Pays-Bas des Habsbourg et sœur de Charles Quint, empereur du Saint-Empire romain germanique. La présence de Marguerite à la cour était en partie destinée à améliorer les relations de son père avec l'empereur et à aider à la libération de Philippe Ier, landgrave de Hesse, qui avait été emprisonné à Bruxelles pour son rôle dans la guerre de Smalkalde. 
La situation à la cour était compliquée car plusieurs personnalités de haut rang se disputaient la cause de Marguerite, dont Lamoral, comte d'Egmont. Le fils de Charles V, le prince héritier Philippe, arrive à la cour de sa tante en 1549. La tradition veut qu'il ait poursuivi Margaretha pendant les quelques mois où il était là, bien qu'il n'ait jamais pu y avoir de relation officielle, car elle était luthérienne. Trois lettres de Margaretha à son père qui nous sont parvenues montrent que sa santé déclina régulièrement au cours des années suivantes et qu'elle mourut à l'âge de 21 ans en mars 1554. Dans les chroniques de Waldeck, il a été suggéré qu'elle avait été empoisonnée. Elle serait enterrée à Bruxelles, où se trouve aujourd'hui la place de la Bourse. Le musée Bruxella 1238 propose aujourd'hui de visiter des ruines de Bruxelles au 13è siècle. Fin 2024, ils accueillent une création de Fabien Franchitti qui propose un parcours immersif, l'occasion de raconter une version romancée de l'histoire de Margaretha, 'La légende de Blanche-Neige.

## La légende de Blanche-Neige, une inspiration...
Eckhard Sander, dans son livre Schneewittchen: Märchen oder Wahrheit? (Blanche-Neige : est-ce un conte de fées ?), prétend que la vie de Margaretha a inspiré le conte de Blanche-Neige. Quelques nuances cependant : comme la seconde épouse de son père mourut en 1546 et qu'il ne se remaria qu'en octobre 1554, sa belle-mère n'était pas suspectée dans l'affaire d'empoisonnement présumé. Le père de Margaretha possédait plusieurs mines de cuivre ; la majorité des travailleurs étaient des enfants. Selon Sander, les sept nains ont été inspirés par le travail des enfants dans le village minier de cuivre de Bergfreiheit, aujourd'hui un quartier de Bad Wildungen qui s'appelle Schneewittchendorf (le village de Blanche-Neige). Comme les nains des contes de fées, les enfants ouvriers vivaient autrefois en groupes d'une vingtaine dans une maison d'une seule pièce. La théorie de Sander s'applique également à l'histoire des enfants du frère de Margarethe, ainsi qu'aux contes populaires des environs : il suggère que la figure de la méchante mère est tirée de la vie de la nièce de Margarethe, et le magnifique mariage de la vie de son neveu.Les folkloristes professionnels et les universitaires considèrent généralement la théorie de Sander comme peu probable et peu convaincante.